# NGC 6743
NGC 6743 ist ein offener Sternhaufen im Sternbild Lyra, der 1,4 Milliarden Jahre alt und ca. 3600 Lichtjahre entfernt ist. Er wurde am 6. Juli 1828 von John Herschel bei einer Beobachtung mit einem 18-Zoll-Spiegelteleskop entdeckt und wurde auch als Asterismus gedeutet.